# النتس-پولترسدورف
النتس-پولترسدورف (به آلمانی: Ellenz-Poltersdorf) یک شهر در آلمان است که در کوخم-تسل واقع شده‌است. النتس-پولترسدورف ۸۴۸ نفر جمعیت دارد.